# Koen Kostons
Koen Kostons (* 18. September 1999 in Genk, Belgien) ist ein niederländischer Fußballspieler. Der Stürmer steht beim PEC Zwolle unter Vertrag.

## Karriere
Im Januar 2024 verpflichtete der SC Paderborn Koen Kostons.
Im Januar 2025 ging er bis zum Saisonende leihweise nach Belgien zu KV Kortrijk. Im Sommer 2025 wechselte er zum PEC Zwolle.